# Kasjan Farbisz
Kasjan Farbisz (ur. 26 maja 1947 w Koninie, zm. 9 czerwca 2015 w Sieradzu) – polski malarz.

## Życiorys
Już w szkole podstawowej próbował malować. Zachęcony nagrodą otrzymaną w konkursie plastycznym, próbował dalej. 
W 1968 roku rozpoczął studia w Państwowej Wyższej Szkole Sztuk Plastycznych w Łodzi (obecnie: Akademia Sztuk Pięknych). Studiował pod kierunkiem profesorów: Mariana Jeschke, Romana Modzelewskiego i Stanisława Fijałkowskiego. Dyplom uzyskał w 1974 r. Jego pierwsza praca to projektowanie tkanin w Zakładach Przemysłu Dziewiarskiego „Sira”. W latach 1975 do 1977 był nauczycielem w Liceum Plastycznym w Zduńskiej Woli. W 1975 roku związał się z Sieradzem.
W 1975 roku na stałe osiadł w Sieradzu. Był członkiem „Grupy Sieradzkiej”, do której należeli również Franciszek Kubiak, Alicja Szkudlarek, Maksym Dzierzgowski, Janina Sakowicz, Bolesław Stępień. Niechętnie wystawiał swoje prace, dlatego jego indywidualne wystawy odbyły się tylko dwukrotnie pierwsza w roku 1979. Druga której wernisaż odbył się 6 czerwca 2008 roku zaistniała dzięki uporowi syna, który zgromadził w tym celu odpowiednią ilość prac. Malował bardzo dużo, a wszystkie jego obrazy natychmiast trafiały do ludzi w całej Polsce. W 1986 roku nakładem Towarzystwa Przyjaciół Sieradza zostaje wydany album „Sieradz w rysunkach Kasjana Farbisza” zawierający ponad pięćdziesiąt rysunków przedstawiających znane i nieznane zakątki Sieradza. Album zawiera również teksty poświęcone Sieradzowi. Kilkakrotnie wziął udział w ogólnopolskich konkursach w Tarnowie, w Sieradzu i w Radomiu. Trzykrotnie (w latach 1993, 1994 i 1990) uczestniczył w organizowanym przez Polsko-Japońską Fundację im. Miyauchi konkursie, zdobywając tam również nagrody. Kilka z jego obrazów pozostało w ten sposób w Japonii.  
Stosował malarstwo olejne i akwarelowe. Malował ulice, podwórka, targ,  pejzaże, portrety, również portrety przypadkowych osób. Jego obrazy znajdują się w wielu instytucjach oraz kolekcjach prywatnych w kraju i za granicą, a także  w Muzeum Okręgowym i Biurze Wystaw Artystycznych w Sieradzu. Po latach w Sieradzu zyskał miano "sieradzkiego malarza". Był mistrzem pejzażu Sieradza i ziemi sieradzkiej. 
Dwa lata po śmierci grupa Sieradzan wystąpiła z propozycją nadania imienia Kasjana Farbisza jednemu ze skwerów miejskich. W 2018 roku został wydany album Znalazłem światło w Sieradzu. Malarstwo Kasjana Farbisza ISBN 978-83-65720-29-0. Od 2023 roku w Muzeum Okręgowym w Sieradzu znajduje się stała ekspozycja malarstwa Kasjana Farbisza.